# Roberto Gerlein
Roberto Víctor Gerlein Echeverría (Barranquilla, Atlántico; 18 de noviembre de 1938-ibídem, 23 de diciembre de 2021). Fue un abogado y político colombiano. 
Graduado de abogado de la Pontificia Universidad Javeriana de Bogotá en 1961 y especializado en Derecho Laboral en la misma institución en 1963. Fue miembro del Partido Conservador, con su aval fue elegido por elección popular para integrar el Senado de Colombia. Gerlein fue el miembro más veterano del Senado de Colombia y del Congreso en general, en 2018 recibió en placa de oro la Orden de la Gran Cruz de la Orden de Boyacá.

## Trayectoria política
A lo largo de su carrera ha representado los siguientes partidos:
Entre 1982 y 1983, fue ministro de Desarrollo Económico del presidente Belisario Betancur; y desde 1986 hasta 2002 fue sugerido en varias ocasiones como posible candidato presidencial, si bien esta opción nunca se concretó. Desde los años 1970 hasta 2018 fue uno de los caudillos electorales de su región, rivalizando fuertemente con el senador José Name Terán, y desde los años 1990 contendió electoralmente con el clan del senador Fuad Char.

### Congresista de Colombia
Desarrolló su carrera política siempre en el departamento del Atlántico y como miembro del Partido Conservador. Comenzó como secretario privado de la alcaldía de Barranquilla en 1959, juez civil de Barranquilla entre 1962 y 1963, dejó el cargo para aspirar al concejo municipal, al que perteneció entre 1964 y 1972. Entre 1966 y 1967 fue secretario de Hacienda del Atlántico y en las elecciones legislativas de Colombia de 1968 ingresó al Congreso como representante a la Cámara por su departamento; desde entonces empezó a destacarse como orador y fue reelecto para este escaño en 1970 y 1972; en 1973 fue designado embajador ante las Naciones Unidas.
En las elecciones legislativas de Colombia de 1974 llegó al Senado de Colombia, si bien durante su primer año cedió la curul para ocupar la gobernación del Atlántico; en 1975 regresó al ejercicio como senador, se mantuvo en su curul durante 44 años, siendo reelecto en 1978, 1982, 1986, 1990, 1994, 1998, 2002, 2006, 2010 y 2014. Durante su labor legislativa fue en varias ocasiones el vocero oficial de la bancada conservadora y en tres oportunidades ha sido primer vicepresidente del Senado (1976-1977, 1977-1978 y 1989-1990).

#### Iniciativas
Participó en las siguientes iniciativas desde el Congreso:

- Expedir la Ley General de Pesca y Acuicultura.[4]
- Reformar el artículo 67 de la Constitución Política de Colombia.[5]
- Reformar el artículo 231 de la Constitución Política de Colombia sobre la elección de magistrados de la Corte Suprema de Justicia y el Consejo de Estado (Aprobado primer debate).[6]
- Crear el Fondo de Compensación y Equidad Regional (FCER) en Colombia.[7]
- Propuesta que la vigilancia de la gestión fiscal de la Auditoría General de la República sería ejercido por la Cámara de Representantes (Archivado).[8]
- Propuesta que en todas las instituciones de educación, oficiales o privadas, serán obligatorios el estudio de la Constitución, la Bioética y la Instrucción Cívica (Retirado).[9]
- Propuesta de moción de censura en contra de los ministros por asuntos relacionados con funciones propias del cargo, o por desatención a los requerimientos y citaciones del Congreso de la República (Sancionado como acto legislativo).[10]
- Ha propugnado por la reelección del presidente Juan Manuel Santos.

## Polémicas
Gerlein fue el centro de atención en numerosas polémicas debido a su postura en contra del matrimonio entre personas del mismo sexo. Además por sus frecuentes dormidas en medio del Senado.

Su hermano, el empresario Julio Gerlein, ha sido salpicado por el caso de Aída Merlano de compra de votos.

## Fallecimiento
El 23 de diciembre de 2021 a los 83 años, falleció en la Clínica del Caribe en Barranquilla donde se encontraba hospitalizado.

## Partidos políticos
| Partido político                | Fecha Inicio        | Fecha Fin               |
| Partido Conservador             | 1 de enero de 2006  | 23 de diciembre de 2021 |
| Movimiento Nacional             | 20 de julio de 2002 | 31 de diciembre de 2005 |
| Movimiento Nacional Conservador | 20 de julio de 1998 | 19 de julio de 2002     |

## Cargos públicos
Entre sus cargos públicos ocupados, se identifican:
| Cargo público           | Partido político                | Fecha Inicio        | Fecha Fin           |
| Senador de la República | Partido Conservador             | 20 de julio de 2006 | 19 de julio de 2018 |
| Senador de la República | Movimiento Nacional             | 20 de julio de 2002 | 19 de julio de 2006 |
| Senador de la República | Movimiento Nacional Conservador | 20 de julio de 1998 | 19 de julio de 2002 |
| Senador de la República | Partido Conservador             | 20 de julio de 1994 | 19 de julio de 1998 |
| Senador de la República | Partido Conservador             | 20 de julio de 1990 | 19 de julio de 1994 |
| Senador de la República | Partido Conservador             | 20 de julio de 1986 | 19 de julio de 1990 |
| Senador de la República | Partido Conservador             | 20 de julio de 1982 | 19 de julio de 1986 |
| Senador de la República | Partido Conservador             | 20 de julio de 1978 | 19 de julio de 1982 |